# Hadena grisescens
Hadena grisescens là một loài bướm đêm trong họ Noctuidae.